# Chlaenius niger
Chlaenius niger är en skalbaggsart som beskrevs av Randall. Chlaenius niger ingår i släktet Chlaenius och familjen jordlöpare. Inga underarter finns listade i Catalogue of Life.